# The Star Reporter
The Star Reporter is een Britse misdaadfilm uit 1932 onder regie van Michael Powell. De film is wellicht zoekgeraakt.

## Verhaal
De crimineel Mandel overtuigt lord Longbourne om de verzekeringen op te lichten. Ze veinzen de diefstal van een diamant van zijn dochter Susan. Een journalist, die als chauffeur werkt voor Susan, is getuige van de diefstal. Hij achtervolgt de dieven naar hun schuilplaats en haalt het juweel terug na een gevecht op het dak dat eindigt met de val van Mandel.

## Rolverdeling
| Acteur         | Personage       |
| -------------- | --------------- |
| Harold French  | Majoor Starr    |
| Isla Bevan     | Susan Loman     |
| Garry Marsh    | Mandel          |
| Spencer Trevor | Lord Longbourne |
| Anthony Holles | Bonzo           |
| Noel Dainton   | Kolonel         |
| Elsa Graves    | Oliver          |
| Philip Morant  | Jeff            |